# Свети Або
Свети Або (груз. აბო თბილელი, ჰაბო ტფილელი, арап. التبليسيm) је хришћански светитељ и мученик. Рођен 757 или 758, Багдад - 6. јануара 786, у Арабији. Због вере у Исуса Христа, муслимани су га посекли, а потом спалили у Тбилису дана 8. јануара 786. године. Помиње се у Грузијској православној цркви - 8. јануара по јулијанском календару (21. јануара према грегоријанском).

## Биографија
Пореклом из Арабије, свети Або је рођен и одрастао у Багдаду, међу Арапима исламске вере. Са седамнаест или осамнаест година стигао је у Тбилиси, пратећи грузијског принца Нерсеса, поглавара Картлија, који је због клеветања калифата провео три године у заточеништву. Ослобођен од новог калифа, принц Нерсес је повео Або са собом.
Або је по занимању био сликар, а био је надалеко познат као добар произвођач масти и парфема, захваљујући добром хемијском тренингу. Доласком у регион Картли у источној Грузији заинтересовао се за хришћанство, а након бројних разговора са грузијским свештеницима и самим епископом Картли почео је све више да верује да је истина у хришћанству. Будући да је источна Грузија била под арапском влашћу, он није одмах прешао на хришћанство, већ је напустио исламски обичај молитве пет пута дневно и почео да се моли на хришћански начин. Из политичких разлога, његов владар је морао да потражи уточиште код Хазара северно од Каспијског мора, подручја слободног од исламске контроле. Од Хазара, Нерсес се, заједно са светим Абвом, преселио у Абхазију, која је такође била ослобођена исламске власти. Овде у Абхазији, свети Або је ревносно пратио хришћански живот, молећи се и помажући сиромашним и рањеним у биткама, припремајући се за будуће мисије. Принц Нерсес и његова делегација вратили су се у Тбилиси 782. године, а свети Або, упркос упозорењима да ризикује живот одласком у Тбилиси, отишао је с њима. Већ је путем имао неколико претњи и напада, али је наставио да путује у Тбилиси. На улицама Тбилисија отворено је проповедао три године хришћанску доктрину, подстицао и помагао хришћане у граду и покушавао да преобрати своје арапске сународнике. 786. ухапшен због издаје вере. Иако га је судија покушао наговорити да се врати исламској вери у којој је рођен, свети Або је признао хришћанску веру и одбио судијске понуде.

Након тешког мучења, преминуо је 6. јануара 786, а потом спаљен у Тбилису 8. јануара 786. године. На месту спаљивања тела светог Абе, на обалама реке Кура, у 13. веку је подигнут чувени храм Метехи.
Иоане Сабанисдзе, грузијски религиозни писац и савременик Светог Абеа, компоновао је живот мученика у свом хагиографском роману Мучеништво Светог Абе.